# Charitopes clausus
Charitopes clausus là một loài tò vò trong họ Ichneumonidae.